# Sukarena (Tiga Dihaji)
Sukarena is een bestuurslaag in het regentschap Ogan Komering Ulu Selatan van de provincie Zuid-Sumatra, Indonesië. Sukarena telt 1395 inwoners (volkstelling 2010).